# Lamordé
Lamordé ist ein Stadtviertel (französisch: quartier) im Arrondissement Niamey V der Stadt Niamey in Niger.

## Geographie

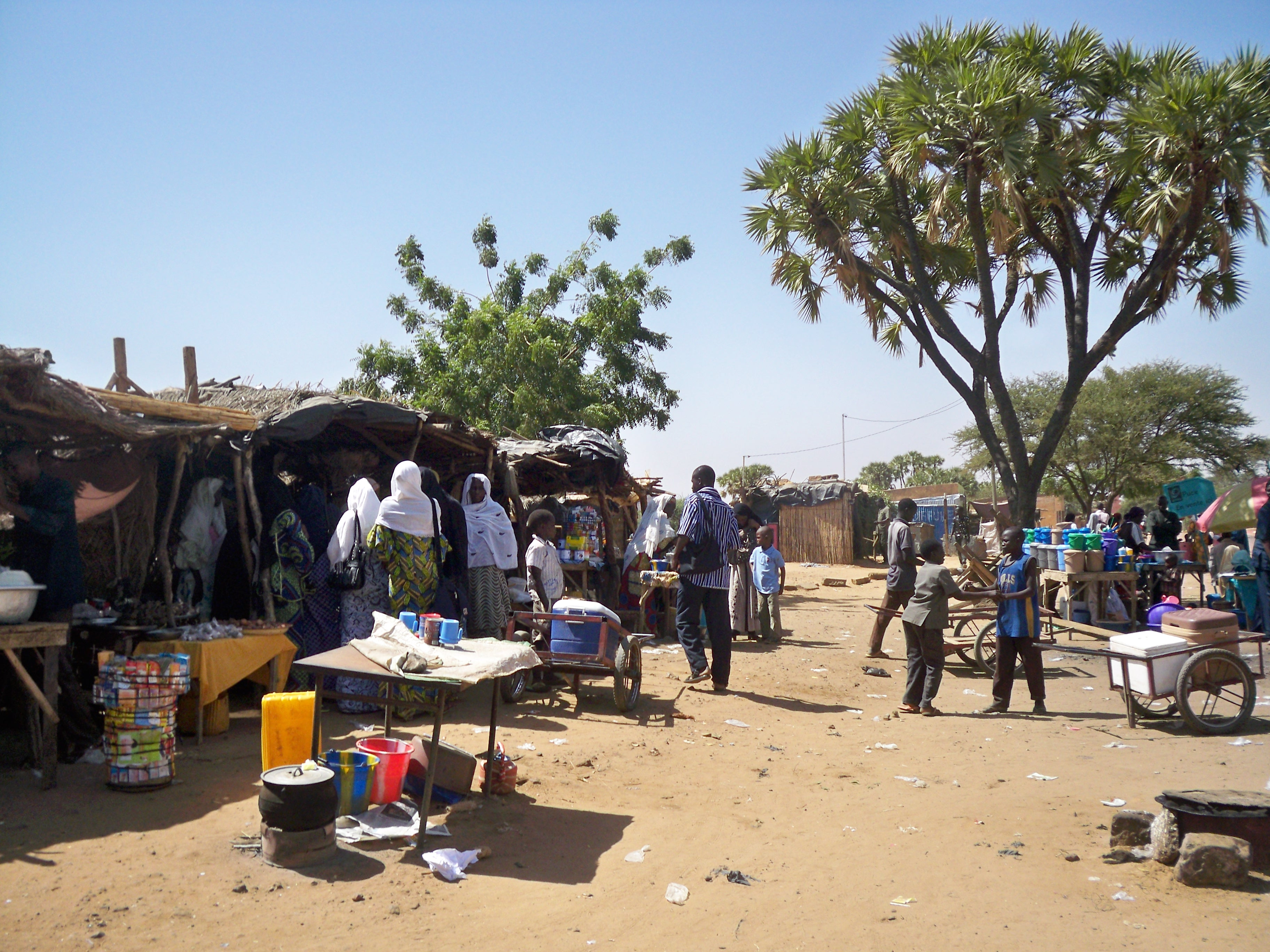
Ein Straßenmarkt in Lamordé (2010)

Das Stadtviertel befindet sich im Norden von Niamey V am Fluss Niger. Lamordé grenzt im Nordosten an das Stadtviertel Nogaré, im Südosten an das Areal des Nationalkrankenhauses Lamordé und im Süden an die informelle Siedlung Zarmagandey. Es erstreckt sich über eine Fläche von etwa 53,2 Hektar. Das Stadtviertel liegt auf einem Alluvialboden, der eine Einsickerung ermöglicht. Das Grundwasser ist gefährdet verunreinigt zu werden.
Das Standardschema für Straßennamen in Lamordé ist Rue LM 1, wobei auf das französische Rue für Straße das Kürzel LM für Lamordé und zuletzt eine Nummer folgt. Dies geht auf ein Projekt zur Straßenbenennung in Niamey aus dem Jahr 2002 zurück, bei dem die Stadt in 44 Zonen mit jeweils eigenen Buchstabenkürzeln eingeteilt wurde.

## Geschichte

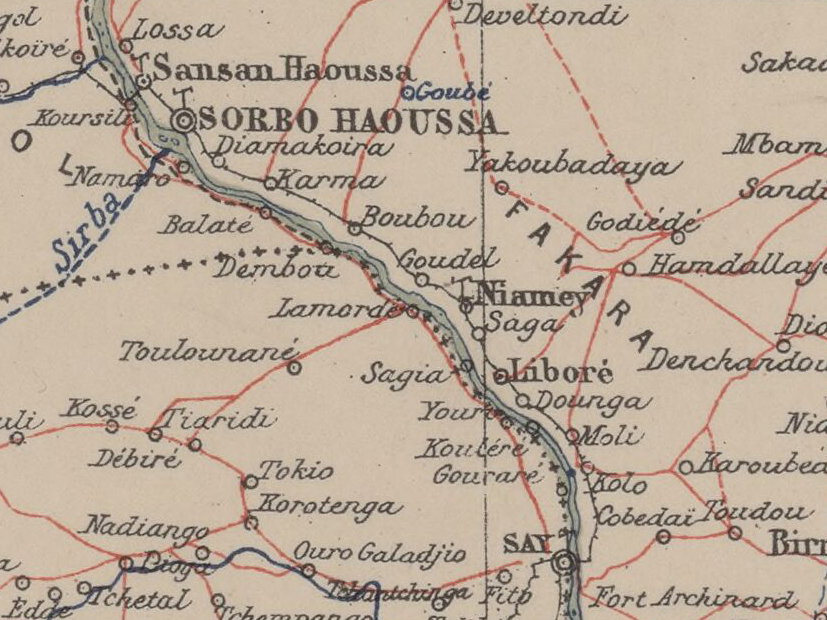
Ausschnitt einer Karte von 1903 mit Lamordé im Zentrum

Lamordé ist eine alte Fulbe-Siedlung. Sie wurde von Fulbe gegründet, die von Angehörigen der Tuareg-Fraktion Logomaten aus dem Dorf Karey Gorou in Bitinkodji vertrieben wurden. Im 19. Jahrhundert gehörte Lamordé, dessen Lokalherrscher den Titel Lamido führte, zum Emirat Gwandu, das wiederum ein Bestandteil des Kalifats von Sokoto war. Der Zarma-Herrscher Issa Korombé aus Karma ließ seine Truppen die Siedlung in der zweiten Hälfte des 19. Jahrhunderts zerstören, nachdem er von den mit den Fulbe verfeindeten Songhai aus Dargol um Hilfe gerufen worden war. Während der französischen Kolonialzeit im 20. Jahrhundert wurde Lamordé der Sitz eines Kantons, der von einem traditionellen Herrscher (chef traditionnel) geleitet wurde. Boubacar Diallo, der Kantonchef von Lamordé, war zugleich Generalsekretär der Association des Chefs Coutumiers du Niger, des Verbands der traditionellen Herrscher Nigers.
Lamordé wurde in den 1970er Jahren, nach der Errichtung der Kennedybrücke über den Fluss Niger, die eine Ausdehnung der Stadt auf das rechte Niger-Ufer begünstigte, in Niamey eingemeindet. In der Zeit von 1971 bis 1976 wurde alte Dorf durch die Errichtung neuer Wohnungen erweitert. In den 1980er Jahren war Lamordé verwaltungsmäßig vorübergehend mit Karadjé zu einem Stadtviertel zusammengeschlossen. Bei der Flutkatastrophe von 2010, die Niamey in der Nacht von 5. auf 6. August ereilte, gehörte Lamordé neben Karadjé, Kombo, Kossey und Zarmagandey zu den am stärksten betroffenen Stadtteilen. In Lamordé wurden 182 Häuser überflutet und 26 weitere als einsturzgefährdet deklariert. Die Umsiedlung von rund 750 von erneuten Überschwemmungen im Jahr 2012 betroffenen Haushalten aus den Stadtvierteln Lamordé, Karadjé, Kirkissoye und Nogaré in das neue Stadtviertel Séno wurde im Februar 2013 abgeschlossen.

## Bevölkerung
Bei der Volkszählung 2012 hatte Lamordé 5754 Einwohner, die in 1004 Haushalten lebten. Bei der Volkszählung 2001 betrug die Einwohnerzahl 6947 in 1060 Haushalten und bei der Volkszählung 1988 belief sich die Einwohnerzahl auf 3304 in 486 Haushalten.

## Infrastruktur

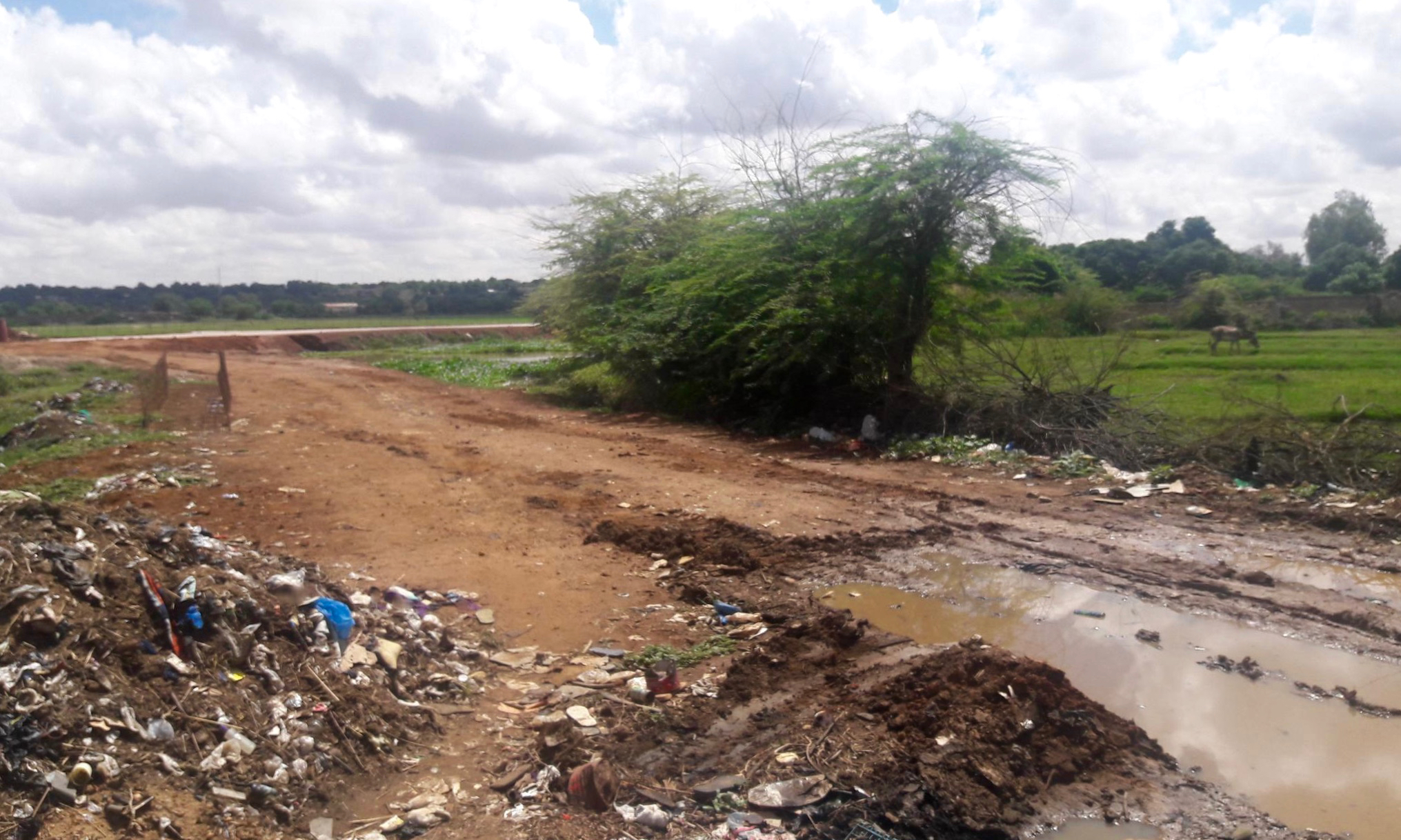
Ländliches Gebiet mit Müll im Norden von Lamordé (2017)

Die Wohnhäuser in Lamordé sind üblicherweise Lehmziegelbauten ohne jeden Komfort. Gekocht wird im Freien. Es gibt kein Fließwasser und entsprechend auch keine Duschen und Wasserklosetts.
Während das Nationalkrankenhaus Lamordé administrativ ein eigenes Stadtviertel bildet, gibt es zwei Gesundheitszentren im Stadtviertel selbst: das für die Versorgung der Einwohner von Nogaré und Néini Goungou zuständige Centre de Santé Intégré de Lamordé 1 und das für die Versorgung der Einwohner von Lamordé zuständige Centre de Santé Intégré de Lamordé 2.
Es bestehen mehrere öffentliche Grundschulen im Stadtviertel. Die älteste, die Ecole primaire de Lamordé I, wurde 1955 gegründet. Die Mittelschule Collège d’enseignement général de Lamordé (CEG Lamordé) existiert seit dem Jahr 1989.